# Zbigniew Bartkowiak
Zbigniew Bartkowiak (ur. 23 marca 1924 w Poznaniu, zm. 10 stycznia 2010 tamże) – polski doktor nauk medycznych, pediatra, epidemiolog, pedagog oraz popularyzator higieny i medycyny szkolnej.

## Życiorys
Jego ojciec Ignacy był działaczem Polskiego Towarzystwa Gimnastycznego „Sokół” w Poznaniu. W listopadzie 1939 niemieccy okupanci wysiedlili jego sześcioosobową rodzinę do obozu przesiedleńczego na Głównej. Oddzielono go od rodziny i wywieziono na roboty przymusowe do Niemiec, jako szklarza. W 1945 powrócił do Poznania (ranny). Był absolwentem Gimnazjum i Liceum św. Marii Magdaleny w Poznaniu, w którym w 1946 zdał maturę oraz Wydziału Lekarskiego Akademii Medycznej w Poznaniu (1952). Od 1962 do 1964 odbywał studia uzupełniające w zakresie pedagogiki. Miał specjalizację z epidemiologii (I stopień) oraz pediatrii i higieny szkolnej (II stopień). Od 1951 do 1971 był kierownikiem Oddziału Higieny Szkolnej Wojewódzkiej Stacji Sanitarno-Epidemiologicznej w Poznaniu. W 1965 był stypendystą WHO w zakresie higieny i medycyny szkolnej (Holandia, RFN, Szwecja). Od 1972 do 1974 był inspektorem do spraw pediatrii w Zespole Miejskich Przychodni Specjalistycznych w Poznaniu. Od 1974 do 1989 był adiunktem Instytutu Pedagogiki Uniwersytetu im. Adama Mickiewicza w Poznaniu. W 1989 przeszedł na emeryturę.
Pochowany 21 stycznia 2010 na cmentarzu Górczyńskim (kwatera ILb-8-3).
Od 1951 był mężem Ireny z domu Cicha (zm. 1983), z którą miał córkę i syna.

## Przynależność
Członek honorowy Polskiego Czerwonego Krzyża i Polskiego Towarzystwa Higienicznego. Prezes oddziału poznańskiego Polskiego Towarzystwa Higieny Psychicznej, członek Polskiego Towarzystwa Pediatrycznego, członek założyciel Klubu Inteligencji Katolickiej w Poznaniu oraz Stowarzyszenia Wychowanków i Przyjaciół Gimnazjum i Liceum św. Marii Magdaleny w Poznaniu. Działacz Stowarzyszenia Absolwentów Akademii Medycznej w Poznaniu oraz Towarzystwa Miłośników Wilna i Ziemi Wileńskiej.

## Dorobek
Był autorem około 135 publikacji naukowych, popularno-naukowych, jak również oświatowo-zdrowotnych.

## Ordery i odznaczenia
- Krzyż Kawalerski Orderu Odrodzenia Polski
- Złoty Krzyż Zasługi
- Srebrny Krzyż Zasługi
- Medal Komisji Edukacji Narodowej
- Odznaka Kryształowe Serce
- Odznaka Honorowa Polskiego Czerwonego Krzyża
- Odznaka honorowa „Zasłużony Honorowy Dawca Krwi”[3]
- Odznaka honorowa „Za wzorową pracę w służbie zdrowia”
- Medal im. Karola Marcinkowskiego
- Złoty Medal 100-lecia Polskiego Towarzystwa Higienicznego
- Medal 700-lecia szpitalnictwa kaliskiego (przyznany przez Kaliskie Towarzystwo Lekarskie)